# Nema Sagara
Nema Sagara est général de brigade à l'état-major de l'armée de l'air du Mali. Depuis 1986, elle a suivi une formation militaire au Mali, en France et aux États-Unis. Elle est l’une des femmes militaires les plus haut placées en Afrique et l’une des rares officières maliennes à avoir été au combat.
Elle est arrêtée le 7 août 2025 dans une affaire de tentative de coup d'État.

## Service
De 1997 à 2012, elle sert dans plusieurs bases militaires notamment la base aérienne de Bamako 100, la base aérienne de Bamako-Sénou 101 et le quartier général de l'état-major des armées maliennes. Elle a également servi à la mission des Nations unies au Liberia (2004-2005) et a été enseignante à l'École de maintien de la paix Alioune Blondin Beye (2007-2009) et au centre de formation de base de Koutiala (2012-2013). En 2013, lors du conflit dans le nord du Mali, elle était la numéro deux de l'armée malienne dans la région de Gao  récemment sortie de la coalition des islamistes. Elle est à la tête de l'action « militaro-civile » dans la région.
En 2015, elle est nommée commandante adjointe de la base aérienne de Bamako 100 et devient commandante de cette base en 2016. Depuis 2017, elle est responsable du Secrétariat permanent de la lutte contre la prolifération des armes légères et de petit calibre.